# كولومبيا سيتي (أوريغون)
كولومبيا سيتي (بالإنجليزية: Columbia City, Oregon)‏ هي مدينة تقع في مقاطعة كولومبيا، أوريغون بولاية أوريغون في الولايات المتحدة. تبلغ مساحة هذه المدينة 2.98 (كم²)، وترتفع عن سطح البحر 21.6 م، بلغ عدد سكانها 1946 نسمة في عام 2010 حسب إحصاء مكتب تعداد الولايات المتحدة.

## التركيبة السكانية
قام مكتب تعداد الولايات المتحدة بتحديد بيانات التركيبة السكانية لكولومبيا سيتي في تعداد الولايات المتحدة. في ما يلي، التركيبة السكانية حسب تعدادي 2000 و2010.

### تعداد عام 2000
بلغ عدد سكان كولومبيا سيتي 1,571 نسمة بحسب تعداد عام 2000، وبلغ عدد الأسر 595 أسرة وعدد العائلات 448 عائلة مقيمة في المدينة. في حين سجلت الكثافة السكانية 2,106.6 نسمة لكل ميل مربع (813.4/كم2). وبلغ عدد الوحدات السكنية 640 وحدة بمتوسط كثافة قدره 858.2 نسمة لكل ميل مربع (331.4/كم2).
وتوزع التركيب العرقي للمدينة بنسبة 95.61% من البيض و 1.34% من الأمريكيين الأصليين و 0.70% من الأمريكيين ذوي الأصول الآسيوية و 0.38% من الأمريكيين الأفارقة و 0.51% من الأعراق الأخرى و 1.46% من عرقين مختلطين أو أكثر. فيما شكل الهسبانيون أو اللاتينيون من أي عرق نسبة 2.04% من السكان.
بلغ عدد الأسر 595 أسرة كانت نسبة 32.9% منها لديها أطفال تحت سن الثامنة عشر تعيش معهم، وبلغت نسبة الأزواج القاطنين مع بعضهم البعض 67.2% من أصل المجموع الكلي للأسر، ونسبة 5.4% من الأسر كان لديها معيلات من الإناث دون وجود شريك، وكانت نسبة 24.7% من غير العائلات. تألفت نسبة 19.0% من أصل جميع الأسر من أفراد ونسبة 7.6% كانوا يعيش معهم شخص وحيد يبلغ من العمر 65 عاماً فما فوق. وبلغ متوسط حجم الأسرة المعيشية 2.97، أما متوسط حجم العائلات فبلغ 2.63.
بلغ العمر الوسطي للسكان 40 عاماً. وكانت نسبة 25.8% من القاطنين تحت سن الثامنة عشر، وكانت نسبة 6.0% بين الثامنة عشر والأربعة وعشرون عاماً، ونسبة 25.5% كانت واقعةً في الفئة العمرية ما بين الخامسة والعشرون حتى والأربعة وأربعون عاماً، ونسبة 30.6% كانت ما بين الخامسة والأربعون حتى الرابعة والستون، ونسبة 12.2% كانت ضمن فئة الخامسة والستون عاماً فما فوق. يوجد لكل 100 أنثى 105.4 ذكر، ويوجد لكل 100 أنثى في الثامنة عشر من عمرها فما فوق 99.0 ذكر.
بلغ متوسط دخل الأسرة في المدينة 59,545 دولار، أما متوسط دخل العائلة فبلغ 62,596 دولار. وكان متوسط دخل الذكور 46,964 دولار مقابل 33,125 دولار للإناث. وسجل دخل الفرد الخاص بالمدينة 25,266 دولار. وكانت نسبة 2.8% من العائلات ونسبة 4.5% من السكان تحت خط الفقر، وكان من هؤلاء نسبة 5.1% تحت سن الثامنة عشر ونسبة 3.7% في الخامسة والستين من العمر وما فوق.

### تعداد عام 2010
بلغ عدد سكان كولومبيا سيتي 1,946 نسمة بحسب تعداد عام 2010، وبلغ عدد الأسر 787 أسرة وعدد العائلات 601 عائلة مقيمة في المدينة. في حين سجلت الكثافة السكانية 2,527.3 نسمة لكل ميل مربع (975.8/كم2). وبلغ عدد الوحدات السكنية 830 وحدة بمتوسط كثافة قدره 1,077.9 لكل ميل مربع (416.2/كم2).
وتوزع التركيب العرقي للمدينة بنسبة 94.6% من البيض و 1.0% من الأمريكيين الأصليين و 1.5% من الأمريكيين ذوي الأصول الآسيوية و 0.1% من سكان جزر المحيط الهادئ و 0.1% من الأمريكيين الأفارقة و 1.7% من عرقين مختلطين أو أكثر.
بلغ عدد الأسر 787 أسرة كانت نسبة 26.4% منها لديها أطفال تحت سن الثامنة عشر تعيش معهم، وبلغت نسبة الأزواج القاطنين مع بعضهم البعض 64.2% من أصل المجموع الكلي للأسر، ونسبة 8.3% من الأسر كان لديها معيلات من الإناث دون وجود شريك، بينما كانت نسبة 3.9% من الأسر لديها معيلون من الذكور دون وجود شريكة وكانت نسبة 23.6% من غير العائلات. تألفت نسبة 18.4% من أصل جميع الأسر من أفراد ونسبة 7.9% كانوا يعيش معهم شخص وحيد يبلغ من العمر 65 عاماً فما فوق. وبلغ متوسط حجم الأسرة المعيشية 2.74، أما متوسط حجم العائلات فبلغ 2.47.
بلغ العمر الوسطي للسكان 48.4 عاماً. وكانت نسبة 18.6% من القاطنين تحت سن الثامنة عشر، وكانت نسبة 6.7% بين الثامنة عشر والأربعة وعشرون عاماً، ونسبة 20.4% كانت واقعةً في الفئة العمرية ما بين الخامسة والعشرون حتى والأربعة وأربعون عاماً، ونسبة 36% كانت ما بين الخامسة والأربعون حتى الرابعة والستون، ونسبة 18.4% كانت ضمن فئة الخامسة والستون عاماً فما فوق. وتوزع التركيب الجنسي للسكان بنسبة 48.8% ذكور و51.2% إناث.

## وصلات خارجية
- www.columbia-city.org
- The US50 - Cities and Towns in Oregon State